# Nobody Loves You (When You're Down and Out)
〈Nobody Loves You (When You're Down and Out)〉는 1974년 음반 《Walls and Bridges》에 발표된 존 레논이 쓴 곡이다.

## 참여자
- 존 레논
- 클라우스 부어만
- 니키 홉킨스
- 케네스 아셔
- 바비 키스